# Josep Parés i Casals
|  | Per a altres significats, vegeu «Joseph Parés». |

Josep Parés i Casals, conegut com a Pep Parés (Sant Feliu de Codines, 1949), va ser el director de la competició de curses de gossos en trineu Pirena. Els anys vuitanta i noranta, havia estat un rostre popular de Televisió de Catalunya per les seves encarnacions dels personatges de ficció Oliana Molls i el Capità Enciam. Ha estat president d'Amnistia Internacional a Catalunya.